# Capel (West-Australië)
Capel is een plaats in de regio South West in West-Australië. Het ligt aan de rivier de Capel en werd ernaar vernoemd.

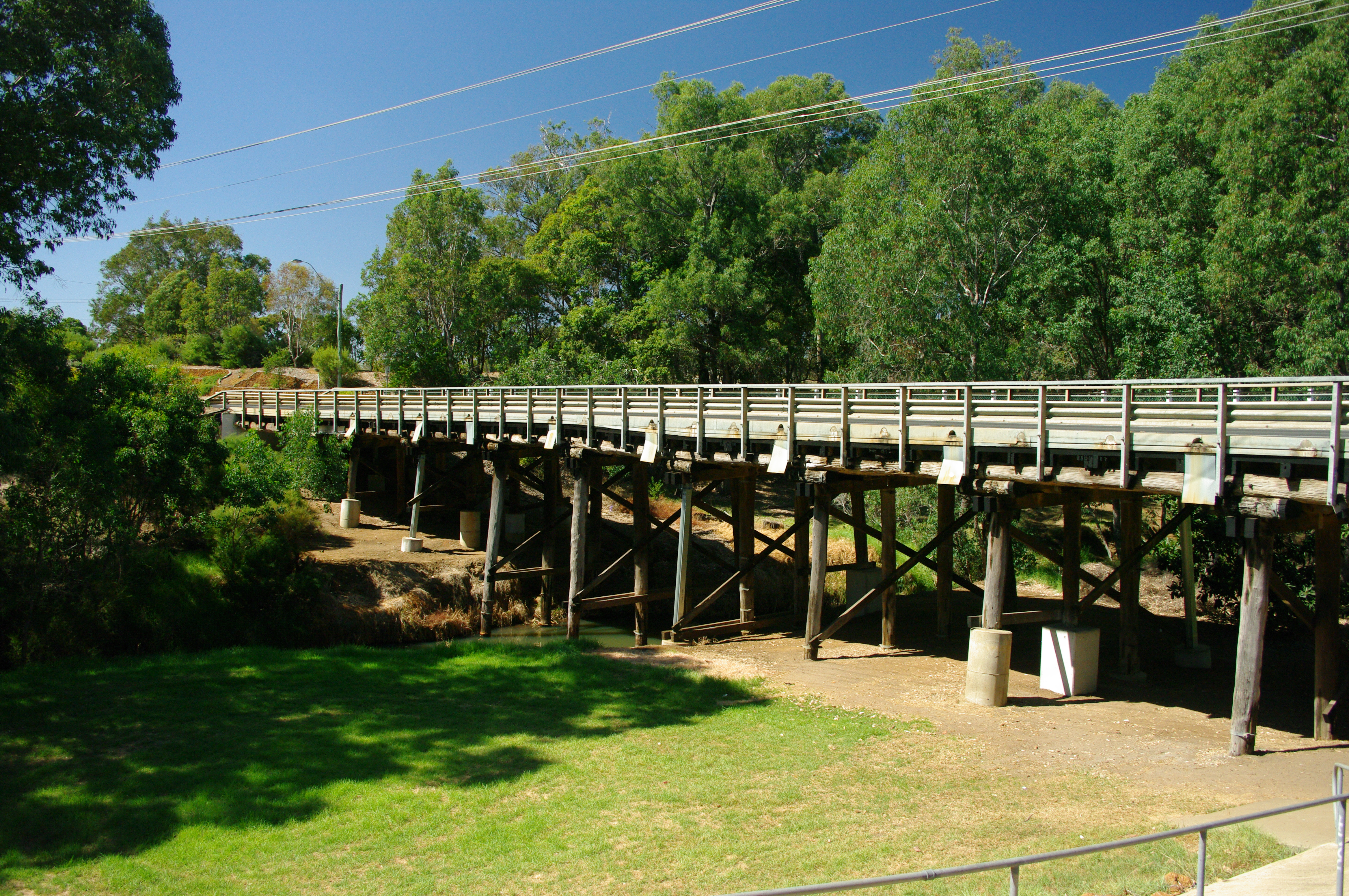
Brug over de Capel

## Geschiedenis
De Nyungah Aborigines van de Wardandi-dialectgroep waren de oorspronkelijke bewoners van de streek.
Capel ligt aan de rivier de Capel. Deze rivier werd in 1834 door Frederick Ludlow ontdekt maar kreeg pas een Engelstalige naam toen de familie Bussel zich in de streek vestigde. De rivier werd genoemd naar Capel Carter Brockman (1839–1924), de dochter van John Bussell (1803–1875), die dan weer naar een nicht was genoemd. In de jaren 1830 volgden nog kolonisten in de voetsporen van de familie Bussel. James Stirling en John Hutt, de twee eerste gouverneurs van West-Australië namen grote kavels in in de regio.

### Coolingup
Plannen om een dorp te stichten kwamen voor het eerst ter sprake in 1844. Het was pas in de jaren 1870 dat het gebied werd opgemeten. In 1897 werden de eerste kavels verkocht. Aanvankelijk werd het plaatsje Coolingup genoemd, naar de aboriginesnaam voor het gebied. 
George Payne bouwde er een watermolen in 1854. De omgeving van Coolingup ontwikkelde verder waardoor men er in 1864 een schooltje opende.
In 1872 werd door gevangenen een brug gebouwd over de Capel. Deze kwam te liggen nabij een doorwaadbare plaats die reeds van 1840 gebruikt werd en de 'Bunbury Ford' werd genoemd. Het vormde toen een verkeersknooppunt en was een ontmoetingsplaats waarrond het dorp zich ontwikkelde.
In 1880 werd er een herberg gebouwd om paarden te voeren en reizigers te laven nabij de brug in het Coolingup Reserve. De herberg zou nog jaren van de ene uitbater op de andere overgaan omdat ze weinig rendabel was.
Nadat 'Tren Creek'-postkantoor in 1882 sloot, werd in 1887 een nieuw postkantoor gebouwd in Capel. In 1897 werd er een kwartier voor de postmeester bijgebouwd. Van 1882 tot 1887 werden de postdiensten geleverd op het terras achteraan de herberg.
In 1895 werd het spoorwegstation van Coolingup gebouwd met goederenloodsen en stallingen. Het lag op de lijn tussen Boyanup en Busselton.
De voorlopige 'Capel River School' uit 1864 kreeg in 1897 een nieuw schoolgebouw en werd toen de 'Coolingup School' genoemd. In 1904 veranderde de naam naar de 'Capel School'.

### Capel
In 1898 waren er 91 inwoners, 44 mannen en 47 vrouwen. In 1899 werd de naam veranderd naar Capel. 
In 1913 werd een nieuwe brug gebouwd naast de oude brug. In de jaren 1930 werd de brug te smal voor het vermeerderende gemotoriseerde verkeer en werden er plannen gemaakt voor een nieuwe brug. De crisis van de jaren 30 en de Tweede Wereldoorlog zorgden voor uitstel maar in 1948 werd ze gebouwd. In 1983 onderging ze een serieuze renovatie en in 1988 werd ze versterkt met beton en staal.
In 1930 werd een zuivelfabriek opgericht. In tegenstelling tot vele andere zuivelbedrijven in de zuidwestregio overleefde het de Tweede Wereldoorlog. Het was na de mijnindustrie de belangrijkste werkgever van Capel tot in de jaren 2010.
De mijnindustrie rond Capel begon in de jaren 1950 op te komen nadat er in 1949 ilmeniet was ontdekt. Capel kreeg elektriciteit in 1953 via een verbinding met het 'Collie Power House'.

## Beschrijving
Capel is het administratieve en dienstcentrum van het lokale bestuursgebied (LGA) Shire of Capel.
In 2021 telde het 2.606 inwoners.

## Toerisme
Capel heeft een mediterraan klimaat met vochtige zachte winters en warme droge zomers.
Ironstone Gully Falls is sinds 1903 een plek voor recreatie. Het ligt ten oosten van Capel, tussen Boyanup State Forest en Jarrah Woods State Forest.
Ten westen van Capel ligt het nationaal park Tuart Forest en Peppermint Grove Beach.

## Ligging
Capel ligt aan de Bussell Highway, 200 kilometer ten zuiden van de West-Australische hoofdstad Perth, ongeveer halfweg tussen de kuststeden Bunbury en Busselton. De SW1-busdienst van Transwa doet Capel aan.